# Unterseeboot U-82 (1916)
Pour les autres navires du même nom, voir Unterseeboot 82.
L'Unterseeboot U-82 est un sous-marin de type U 81 de la marine impériale allemande pendant la Première Guerre mondiale. 
Il est lancé le 1er juillet 1916 et mis en service le 16 septembre 1916 sous le commandement de Hans Adam. Il est affecté le 21 novembre 1916 à la IVe flottille, où il servira tout au long de la guerre. Il est commandé par Heinrich Middendorff à partir du 30 avril 1918. L'U-82 effectue onze patrouilles pendant la guerre, coulant 36 navires pour un total de 110160 tonnes de jauge brute (TJB) et endommageant trois navires pour 32914 tonnes, dont l’USS Mount Vernon, ex-SS Kronprinzessin Cecilie. Avec 18372 tonneaux, il est l’un des plus gros navires à avoir été touché par un U-boot pendant la guerre.
Le 16 janvier 1919, en vertu des clauses de l’armistice, il est livré aux Britanniques et démantelé à Blyth entre 1919 et 1920.

## Conception
Les sous-marins de type U 81 ont été précédés par les sous-marins de type UE I, plus courts. L'U-82 avait un déplacement de 808 tonnes en surface et de 946 tonnes en immersion. Le navire avait une longueur hors tout de 70,06 m, et 55,55 m pour la coque sous pression, un maître-bau de 6,30 m, une hauteur de 8 m et un tirant d'eau de 4,02 m. Le sous-marin était propulsé par deux moteurs de 2400 ch (1800 kW) en surface et deux moteurs de 1200 ch (880 kW) en immersion. Il avait deux arbres d'hélice. Il était capable d’opérer à des profondeurs allant jusqu’à 50 mètres.
Le sous-marin avait une vitesse maximale de 16,8 nœuds (31,1 km/h) en surface et de 9,1 nœuds (16,9 km/h) en immersion. Il pouvait parcourir 11220 milles marins (20780 km) à 8 nœuds (15 km/h) en surface, et 56 milles marins (104 km) à 5 nœuds (9,3 km/h) en immersion. L'U-82 était armé de quatre tubes lance-torpilles de 50 centimètres, un à bâbord et un à tribord à chaque extrémité, de douze à seize torpilles et d’un canon de pont de 10,5 cm SK L/45. Il avait un équipage de trente-cinq hommes : trente et un matelots et quatre officiers.

## Affectations
- Flottille IV : du 21 novembre 1916 au 11 novembre 1918.

## Commandants
- Kapitänleutnant Hans Adam[3] : du 16 septembre 1916 au 29 avril 1918.
- Kapitänleutnant Heinrich Middendorf[4] : du 30 avril au 11 novembre 1918.

## Navires coulés
| Date              | Nom                | Nationalité | Tonnage | Destin.   |
| ----------------- | ------------------ | ----------- | ------- | --------- |
| 5 décembre 1916   | Dorit              | Danemark    | 242     | Coulé     |
| 5 décembre 1916   | Ella               | Norvège     | 879     | Coulé     |
| 6 décembre 1916   | Christine          | Danemark    | 196     | Coulé     |
| 6 décembre 1916   | Robert             | Danemark    | 353     | Coulé     |
| 10 décembre 1916  | Gerda              | Danemark    | 287     | Coulé     |
| 2 janvier 1917    | Omnium             | France      | 8719    | Coulé     |
| 3 janvier 1917    | Viking             | Danemark    | 761     | Coulé     |
| 4 janvier 1917    | Calabro            | Italie      | 1925    | Coulé     |
| 5 janvier 1917    | Ebro               | Danemark    | 1028    | Coulé     |
| 6 janvier 1917    | Beaufront          | Royaume-Uni | 1720    | Coulé     |
| 23 avril 1917     | Marita             | Norvège     | 1759    | Coulé     |
| 24 avril 1917     | Thistleard         | Royaume-Uni | 4136    | Coulé     |
| 25 avril 1917     | Hackensack         | Royaume-Uni | 4060    | Coulé     |
| 4 mai 1917        | Ellin              | Grèce       | 4577    | Endommagé |
| 11 juin 1917      | HMS Zylpha         | Royal Navy  | 2917    | Coulé     |
| 13 juin 1917      | Storegut           | Norvège     | 2557    | Coulé     |
| 14 juin 1917      | Ortolan            | Royaume-Uni | 1727    | Coulé     |
| 14 juin 1917      | Taplow             | Royaume-Uni | 2981    | Coulé     |
| 15 juin 1917      | Albertine Beatrice | Pays-Bas    | 1379    | Coulé     |
| 15 juin 1917      | Westonby           | Royaume-Uni | 3795    | Coulé     |
| 16 juin 1917      | Jessie             | Royaume-Uni | 2256    | Coulé     |
| 18 juin 1917      | Thistledhu         | Royaume-Uni | 4026    | Coulé     |
| 25 juillet 1917   | Monkstone          | Royaume-Uni | 3097    | Coulé     |
| 31 juillet 1917   | Orubian            | Royaume-Uni | 3876    | Coulé     |
| 31 juillet 1917   | HMS Quernmore      | Royal Navy  | 7302    | Coulé     |
| 19 septembre 1917 | Saint Ronald       | Royaume-Uni | 4387    | Coulé     |
| 15 novembre 1917  | De Dollart         | Pays-Bas    | 243     | Coulé     |
| 19 février 1918   | Glencarron         | Royaume-Uni | 5117    | Coulé     |
| 19 février 1918   | Philadelphian      | Royaume-Uni | 5165    | Coulé     |
| 8 avril 1918      | Tainui             | Royaume-Uni | 9965    | Endommagé |
| 10 avril 1918     | Westfield          | Royaume-Uni | 3453    | Coulé     |
| 5 juin 1918       | Argonaut           | États-Unis  | 4826    | Coulé     |
| 7 juin 1918       | Brisk              | Norvège     | 1662    | Coulé     |
| 8 juin 1918       | Hunsgrove          | Royaume-Uni | 3063    | Coulé     |
| 8 juin 1918       | Saima              | Royaume-Uni | 1147    | Coulé     |
| 4 septembre 1918  | Dora               | États-Unis  | 7037    | Coulé     |
| 5 septembre 1918  | USS Mount Vernon   | US Navy     | 18372   | Endommagé |
| 12 septembre 1918 | Galway Castle      | Royaume-Uni | 7988    | Coulé     |
| 16 septembre 1918 | Madryn             | Royaume-Uni | 2244    | Coulé     |